# Robocopia
Robocopia fue un programa de televisión humorístico, emitido entre 1992 y 1993 por la cadena Argentina ATC.

## Descripción
Robocopia era un programa que parodiaba a la televisión, especialmente a los programas competidores. Surgió de una idea de Raúl Becerra quien además era uno de los conductores-protagonistas junto con Raúl Portal y Andrea Campbell —a quien Portal había rebautizado como Chispita—. También trabajaba en el programa el humorista Jorge Crivelli, alias Carna.

Algunos sketches característicos eran la parodia a Almorzando con Mirtha Legrand, los borrachos donde se burlaban de Función Privada, llamados telefónicos y juegos (como en Hola Susana, FM Asken (por la Fm Aspen 102.3). También había un muñeco llamado Asistonto interpretado por Marcelo de los Ríos.

Otra sección, con la que finalizaban el programa, era Mediodías musicales donde se presentaron bandas en ascenso como Los Brujos, Los Escarabajos o Pelvis.
La cortina musical del programa fue interpretada por la cantante argentina Noemí Barbero (integrante de Noemí y su Grupo Fluencia), bajo la dirección musical del maestro Lucho Servidio.